# Desastre del barco de migrantes de Calabria
El Desastre del barco de migrantes en Calabria, fue el hundimiento que se produjo el 26 de febrero de 2023, cuando un barco que transportaba inmigrantes irregulares se hundió cuando intentaba atracar en la costa de Crotona, en la región de Calabria, en el sur de Italia, en medio de duras condiciones climáticas. La embarcación transportaba entre 100 y 200 migrantes cuando se hundió, de los cuales al menos 58 murieron, incluido un bebé menor de un año, y 81 personas han sido rescatadas.

## Antecedentes
Los inmigrantes de regiones de Asia y África huyen de sus países de origen en busca de una vida mejor en Europa. Varios de estos inmigrantes hacen el viaje a Europa por mar. Para estos inmigrantes, la Ruta del Mediterráneo Central ha sido una de las más activas a pesar de los peligros que supone, convirtiendo a Italia en uno de los principales puntos de llegada de refugiados.
Según la Organización Internacional para las Migraciones, más de 20 000 personas han muerto o desaparecido en la Ruta del Mediterráneo Central desde 2014.

## Incidente
El 26 de febrero de 2023, un barco que había zarpado de Esmirna, Turquía, unos días antes y que transportaba migrantes a través de la Ruta del Mediterráneo Central, se hundió frente a la costa oriental de Crotone, Italia.
El barco se hundió mientras intentaba aterrizar, luego de chocar contra las rocas en condiciones climáticas adversas. Las imágenes de video del incidente muestran la madera del bote rota en pedazos y flotando a lo largo de la playa. Partes del casco del barco también fueron arrastradas a lo largo de la orilla del mar.  Un funcionario dijo que parte de los restos se observaron a unos 300 metros de la costa.

## Víctimas
Según la agencia de noticias italiana Adnkronos, dijo que más de 100 personas estaban fuera del barco cuando se hundió, y que eran de Irán, Pakistán y Afganistán. Otras agencias locales han mencionado que también había inmigrantes de Irak, Siria y Somalia. La Agencia Anadolu dijo que el bote transportaba a "unas 200 personas",  mientras que los sobrevivientes afirmaron que el número oscilaba entre 240 y 150.
Al menos 58 personas murieron en el hundimiento, incluido un bebé de menos de un año, y 81 personas han sido rescatadas.
La mayoría de los supervivientes eran afganos, paquistaníes y somalíes. Uno de los sobrevivientes ha sido arrestado por cargos de tráfico de migrantes.

## Operativo de rescate
Se desplegaron botes a motor, embarcaciones y un helicóptero para ayudar en los esfuerzos de rescate. También se desplegaron bomberos en motos de agua, pero las operaciones fueron difíciles debido a las duras condiciones climáticas.

## Reacciones

### Nacionales
- Italia: 
  - La primera ministra italiana, Giorgia Meloni, expresó

“su profundo dolor por las muchas vidas humanas arrancadas por los traficantes de personas”, y condenó el “intercambio” de vidas de migrantes por “el 'precio' de un boleto pagado por ellos en la falsa perspectiva de un viaje seguro”.

- - El ministro del Interior italiano, Matteo Piantedosi, subrayó la importancia de detener los cruces marítimos que "ofrecen a los inmigrantes el 'espejismo ilusorio de una vida mejor' en Europa, enriquecen a los traficantes y causan tales tragedias".[4]

- - El alcalde Antonio Ceraso dijo que vio "un espectáculo que nunca querrías ver en tu vida... se queda contigo para toda la vida".[7]

### Internacionales
- Vaticano: El papa Francisco, dijo que estaba "orando por todos los que quedaron atrapados en el naufragio" en su discurso dominical en la plaza de San Pedro.[7]